# Diotògenes
Diotògenes (Diotogenes, Διοτογένης) fou un filòsof pitagòric que va escriure unes obres titulades πεπὶ ὁσιότητος i πεπι βασιλείας de les que Estobeu va preservar alguns fragments.